# مصدر (نحو)
المصدر عند النحاة يطلق على المفعول المطلق ويسمّى حدثا وحدثانا وفعلا، وعلى اسم الحدث الجاري على الفعل أي اسم يدل على الحدث مطابقة كالضرب أو تضمنا كالجلسة والجلسة. والمراد بالحدث المعنى القائم بغيره سواء صدر عنه كالضرب أو لم يصدر كالطول كما في الرّضي. والمصدر الفارسي قيل هو ما يكون في آخره الدال والنون أو التاء والنون؛ كذا في كشاف اصطلاحات الفنون.

## تقسيم

### المصدر القياسي والمصدر السماعي
في علم الصرف، في اللغة العربية، المصدر السماعي خلاف المصدر القياسي.

### الحدث الجاري وغير الجاري
قال صاحب الكشاف المراد بالحدث الجاري على الفعل ما له فعل مشتق منه ويذكر هو بعد ذلك الفعل تأكيدا له أو بيانا لنوعه أو عدده، مثل جلست جلوسا وجلسة وجلسة، وبغير الجاري على الفعل ما ليس له فعل مشتق منه مذكور أو غير مذكور يجري هو عليه تأكيدا له أو بيانا له نحو أنواعا في قولك ضربت أنواعا من الضرب، لأنّ الأنواع ليس لها فعل تجري عليه، فقيد بالجاري ليخرج عنه غير الجاري إذ لا مدخل له فيما نحن فيه. فمثل ويلا له وويحا له لا يكون مصدرا لعدم اشتقاق الفعل منه وإن كان مفعولا مطلقا. ومثل العالمية والقادرية لا يكون مصدرا ولا مفعولا مطلقا، وكذا أسماء المصادر كالوضوء والغسل بالضم لعدم جريانها على الفعل أيضا. وقيل المراد بالجاري على الفعل ما يكون جاريا عليه حقيقة أو فرضا فلا تخرج المصادر التي لا فعل لها. وفيه أنّه حينئذ يشكل الفرق بينها وبين أسماء المصادر.

### المصدر والحاصل بالمصدر
تستعمل صيغ المصادر إما في أصل النسبة ويسمى مصدرا وإما في الهيئة الحاصلة للمتعلق معنوية كانت أو حسية كهيئة المتحركية الحاصلة من الحركة ويسمى الحاصل بالمصدر وتلك الهيئة إما للفاعل فقط في اللازم كالمتحركية والقائمية من الحركة والقيام أو للفاعل والمفعول وذلك في المتعدي كالعالمية والمعلومية من العلم وباعتباره يتسامح أهل العربية في قولهم المصدر المتعدي قد يكون مصدرا للمعلوم وقد يكون مصدرا للمجهول يعنون بهما الهيئتين هما معنيا الحاصل بالمصدر وإلا لكان كل مصدر متعد مشتركا ولا قائل به بل استعمال المصدر في المعنى الحاصل بالمصدر استعمال الشيء في لازم معناه كذا قال الشلبي في حاشية المطول في بحث الفصاحة في بيان التعقيد.

## صياغة مصادر الأفعال

### مصدر الفعل الثلاثي
نعلم ان للماضي الثلاثي ثلاثة أوزان؛ هي: فعَل (بفتح العين) ويكون متعديا كضرب زيدٌ خالدا ولازما كقعد الرجل؛ وفعِل (بكسر العين) ويكون متعديا أيضا كفهم التلميذ الدرس ولازما كرضي المؤمن بقضاء الله؛ وفعُل (بضم العين) ولا يكون إلا لازما كعذُب الماء 
- وهي على النحو التالي:

1. أ) الأفعال الثلاثية الدالة على حرفة غالبا يدويا أو ولاية يكون مصدرها على وزن (فعالة) مثل:[1] زرع: زِراعة، تجر: تِجارة، سفر: سِفارة، ولي: وِلاية
2. ب) الأفعال الدالة على تقلب واضطراب يكون مصدرها على وزن (فَعَلان) مثل:[2] غلى: غَلَياناً، طاف: طَوَفاناً، خفق: خفقانا
3. ج) الأفعال الدالة على مرض يكون مصدرها على وزن (فُعال) مثل: سعل: سُعال، زُكِم: زُكام، صدع: صُداع
4. د)الأفعال الدالة على صوت يكون مصدرها على وزن (فَعيل) أو (فُعال) مثل:[2] صهل: صهيل، عوى: عواء، زأر الأسد: زئيراً، صرخ: صُراخا
5. ه) الأفعال الدالة على لون يكون مصدرها على وزن (فُعْلة) مثل:[1] حَمِرَ: حُمْرَة، خَضِر: خضْرة
6. و)الأفعال الدلة على عيب يكون مصدرها على وزن (فَعَل) مثل: عَمِيَ: عَمَىً، عرج: عرجاً، عور: عوراً
7. ز) الأفعال الدالة على امتناع يكون مصدرها على وزن (فِعال) مثل:[2] أبى: إباءً، نفَر: نِفاراً، جَمَحَ: جِماحاً

- وما سوى هذه القواعد فان مصادر الأفعال الثلاثية تكون على الشكل التالي:[3]

1. الأفعال الثلاثية المتعدية (فَعَل) المفتوح العين، (فَعِل) المكسور العين؛ يكون مصدرها على وزن (فَعْل) مثل: أخَذ: أخْذ، حمِدَ: حَمْداً، أكل: أكلاً، باع: بيعاَ
2. الأفعال الثلاثية اللازمة المكسورة العين (فَعِلَ) يكون مصدرها على وزن (فَعَل) مثل: تعِب: تعباً، أسف: أسفاً
3. الأفعال الثلاثية اللازمة المفتوحة العين (فَعَل) وهي صحيحة (أي عين الفعل) يكون مصدرها على وزن (فُعُول) مثل: قعد: قعوداً، دخل: دخولاً غدا: غدوّاً، نما: نمُوّاً فإن كان الفعل معتل العين فالاغلب ان يكون مصدره على وزن (فَعْل) أو (فِعال) مثل: صام: صوْم أو صيام، قام: قِياماَ، نام: نوْماً
4. الأفعال الثلاثية اللازمة المضمومة العين (فعُل)يكون مصدرها على وزن (فَعَالة) أو (فُعُولة) مثل: ظَرُف: ظرَافة، شجُع: شجاعة، فصح: فصاحة، سهٌل: سهولة، عذب: عذوبة

- إن ما سبق ذكره هو القياس الثابت في مصدر الفعل الثلاثي، وما جاء مخالفا لذلك فليس بقياسي، بل يُقتصر فيه على السماع [2]؛ وعلى ذلك فان الرجوع إلى المعاجم اللغوية ضروري لمعرفة مصدر الثلاثي؛ ومما ورد مخالفا للقياس: سخِط: سُخْطاً، ذهب: ذهاباً، شكر: شُكراً

### مصدر الفعل غير الثلاثي

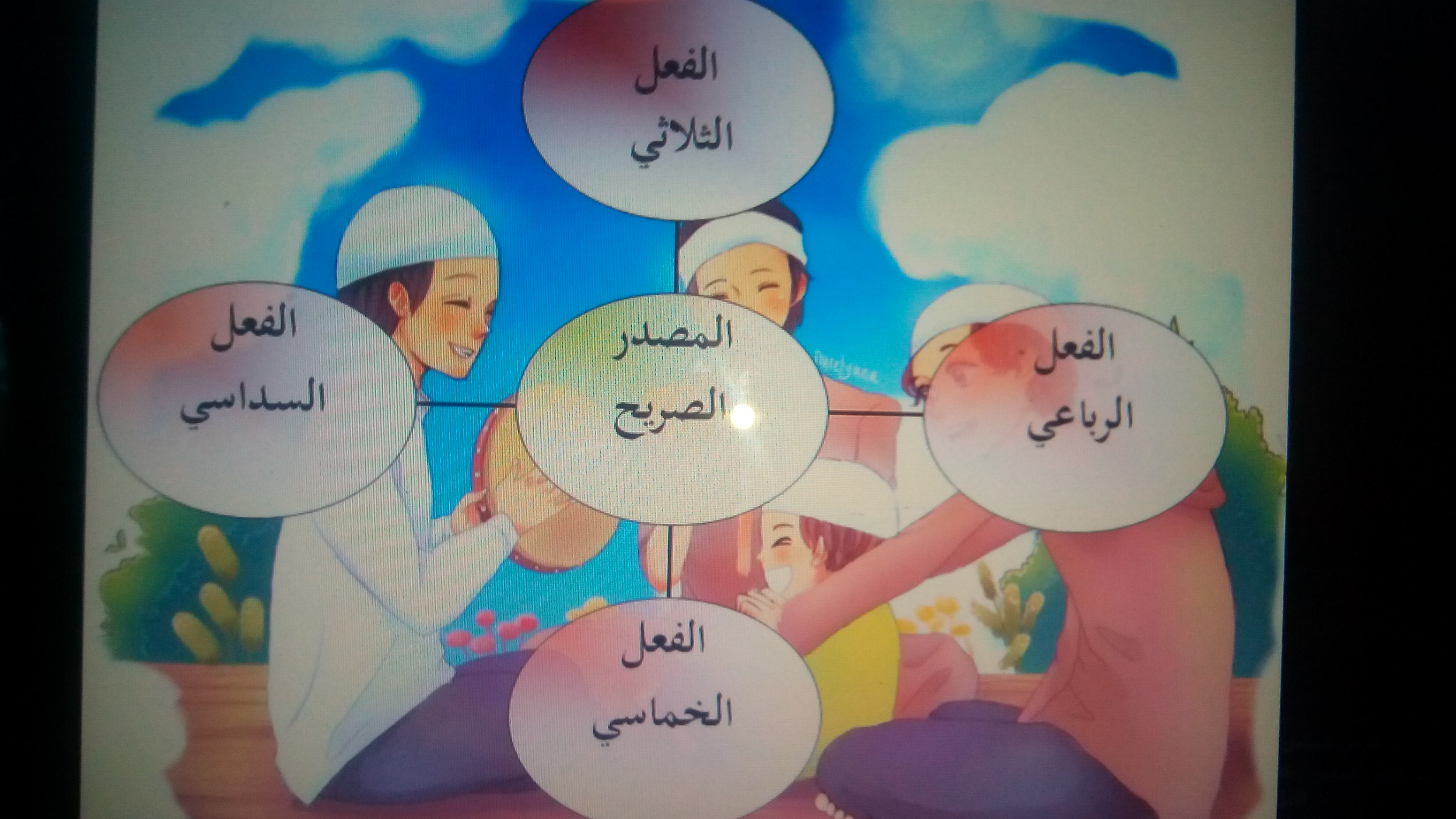

مصادر الأفعال غير الثلاثية قياسية كلها؛ أي ان لها أبنية محددة، وأوزاناً معروفة نقيس عليها .
وإليك اوزان هذه المصادر :
- مصدر الرباعي المجرد (فَعْلَل) قياسه على وزن (فَعْلَلَة) مثل :[4] طمأنَ : طَمْأَنة، دحرج : دحرجة، بعثر : بعثرة

- فإذا كان الرباعي المجرد مضعّفاً ؛ أي فاؤه ولامه الأولى من جنس، وعينه ولامه الثانية من جنس ؛ فإن مصدره يكون على وزن (فَعْلَلَة) أو (فِعْلال) مثل: زلزل : زلزلة وزلزالاً، وسوس : وسوسة ووسواساَ [4]
- مصدر الثلاثي المزيد بالهمزة (أفْعَل). إذا كان صحيح العين فوزن مصدره هو (إفعال) مثل:[4] أخرج : إخراجاً، أعطى : إعطاءً، أوجد : إيجاداً، أمضى : إمضاءً

- اما إذا كان الفعل معتلاً فان وزن مصدره هو (إفالة) مثل :[5] أقام : إقامة، أناب : إنابة . (أصل إقامة : إِقْوام بحذف عين الكلمة (حرف العلة) وتعويض هذا الحذف بتاء في اخر المصدر [5])
- مصدر الثلاثي المزيد بتضعيف العين (فعّل):

1. إذا كان صحيح اللام فمصدره على وزن (تَفْعيل) مثل:[5] قدّس : تقديساً، كبّر : تكبيراً، قال تعالى «وكلم الله موسى تكليماً».[6]
2. إذا كان معتل اللام يكون مصدره على وزن (تَفْعِلة) مثل:[5] ربّى : تَرْبية، زكّى : تزكية، نمّى : تنمية
3. إذا كان الفعل مهموز اللام فالاغلب ان يكون مصدره على (تَفْعيل) و (تَفْعِلَة) مثل: خطّأ : تَخْطيئا وتخْطِئَة هيّأ : تهييئاً وتهيئة
4. هناك بعض افعال صحيحة اللام وجائت مصادرها على الوزنين (تفعيلا) و (تفعلة) نحو :[5] جَرّبَ: تجريباً وتجربة، ذكّرَ: تذكيرا وتذكرة
5. مصدر الثلاثي المزيد بالألف (فاعَل): يكون مصدره القياسي على وزن (فِعال) أو (مُفاعلة) مثل:[4] ناقَشَ : نِقاش ومناقَشَة، حاجّ : حِجاجاً ومحاجّة، آخى : إخاءً ومؤاخاة

### مصدر الفعل الخماسي
1. إذا كان الفعل الخماسي على وزن (تَفَعْلَلَ) أو (تَفَعّلَ) أو (تَفاعَلَ)؛ أي المبدوء بتاء زائدة، فان مصدره يكون على وزن الفعل مع ضم الحرف قبل الاخير؛ أي:(تَفَعْلُلْ), (تَفَعُّل), (تفاعُل)مثل:[7] تَدَحْرَجَ : تدَحْرُجاً، تكرّم : تكرّماً. فإن كانت لام الفعل معتلة (ياء)؛ فان المصدر يكون على وزن الفعل أيضا مع كسر الحرف قبل الاخير ليناسب الياء نحو : توانَى : توانِياً، تمنّى : تمنيّاً، تعالى : تعالياً
2. إذا كان الفعل على وزن (انْفَعَلَ) فمصدره على وزن (انفعال) مثل :[7] انْكَسَر : انْكِسار، انطلق : انطلاقاً
3. إذا كان الفعل على وزن (افتعل) فمصدره على وزن (افتعال) مثل:[7] اصْطَفي: اصْطِفاء، ارتوى : ارتواء
4. إذا كان الفعل على وزن (افْعَلَّ) فمصدره على وزن (الإعلال) مثل :[8] احْمَرّ : احْمِرار، اخضرّ : اخضرار

- إذا نظرنا إلى الأفعال الخيرة (2,3,4 ارقام)؛ أي المبدوءة بهمزة وصل، فاننا نلاحظ ان مصادرها جاءت على وزن الفعل مع كسر الحرف الثالث، وزيادة الف قبل الحرف الاخير.[8]

### مصدر الفعل السداسي

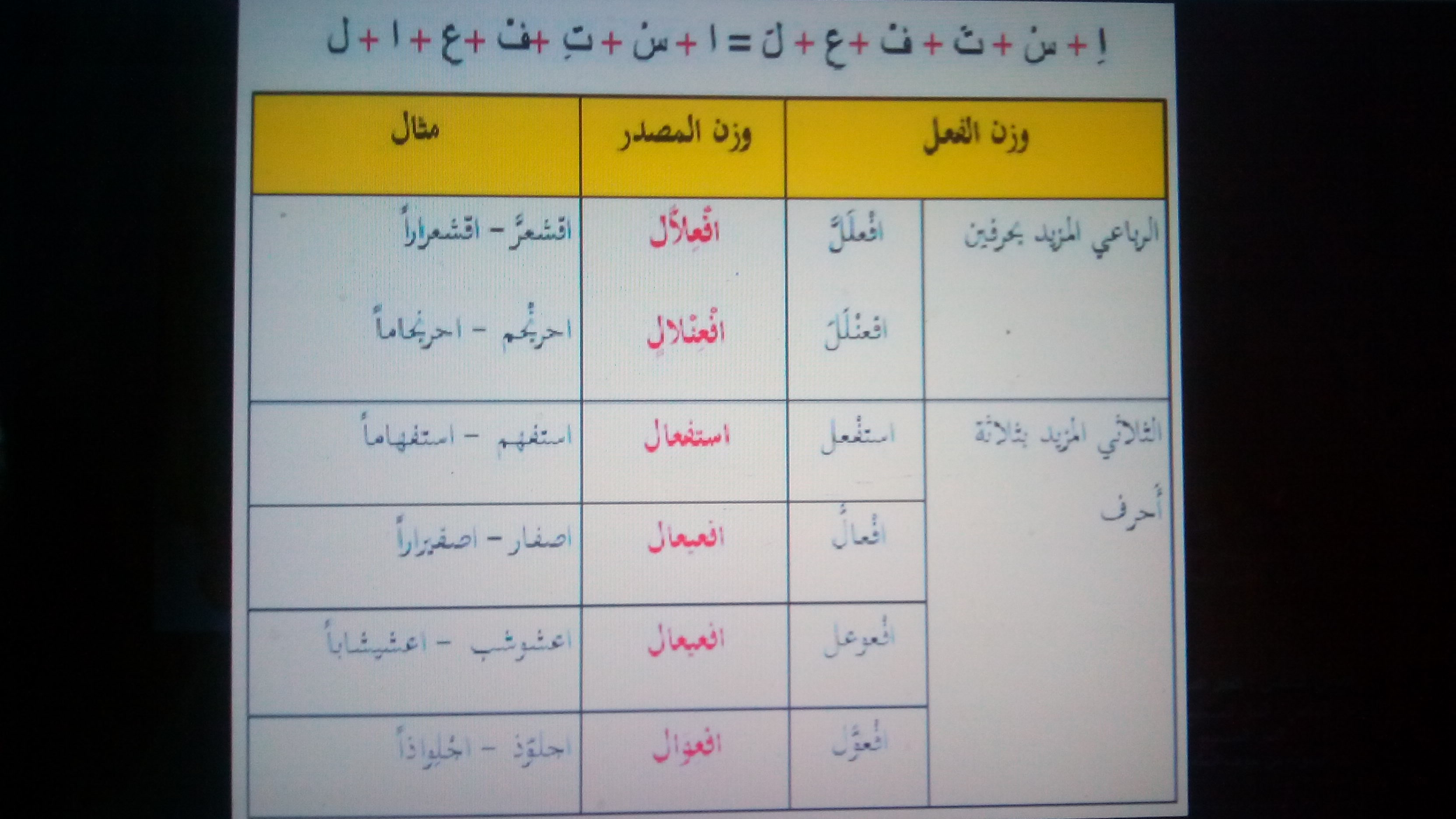

الأفعال السداسية المبدوءة بهمزة وصل يكون المصدر منها على وزن الفعل مع كسر الحرف الثالث، وزيادة ألف قبل الحرف الاخير نحو :
- استَفعل : استِفعال مثل: استخرج: استخراج، استعدّ: استِعداداً
- افْعَوْعَل: افْعِوْعال مثل: اعْشوشب: اعْشيْشاباً
- فات كان (استفعل) معتل العين فان مصدره يكون على وزن (استِفالة) نحو:
- استعاذ: استِعاذة، استقام: استقامة. (حذفت عينه وعوّض عنها تاء التانيث)

## أنواع المصادر

### المصدر الصريح
المصدر الصريح هو اسم يدل على حدث غير مقيد بزمن وهو يتكون من لفظ واحد وهو أصل المشتقات، مثال: خروج، كتابة، انتظار.

### المصدر المؤول
المصدر المؤول هو تركيب يتكون من حرف مصدري يليه جملة اسمية أو فعلية. والحروف المصدرية التي تتصدّر تركيب المصدر المؤول هي: أنْ، أنَّ، لو، كي، ما (المصدرية الزّمانية)، همزة التسوية، مثل (لو نجحت).

### المصدر الميمي
هو مصدر يدل على ما يدل عليه المصدر العادي، غير أنه يبدأ بميم زائدة، ويُصاغ على النحو التالي:
- من الفعل الثلاثي على وزن مفعل، مثل: شرب مشربا ـ ضرب مضربا ـ وقى موقى ـ يئس ميأسا.

فإذا كان الفعل مثالا صحيح اللام وفاؤه تحذف في المضارع، فإن مصدره الميمي يكون على وزن مفعل، مثل: وعد موعدا ـ وضع موضعا ـ وقع موقعا. على أن هناك أفعالا كان ينبغي أن يكون مصدرها الميمي على وزن (مفعل)، وردَت شاذة على وزن (مفعل)، مثل: رجع مرجعا ـ بات مبيتا ـ صار مصيرا ـ غفر مغفرة ـ عرف معرفة.
- من غير الثلاثي على وزن الفعل المضارع، مع إبدال حرف المضارعة ميما مضمومة وفتح ما قبل الآخر مثل: أخرج مخرجا ـ سبّق مسبّقا ـ أقام مقاما ـ استغفر مستغفرا.[10]

### المصدر الصناعي
هو مصدر يصاغ من الأسماء بطريقة قياسية ، للدلالة على الاتصاف بالخصائص الموجودة في هذه الأسماء. وهو يصاغ بزيادة ياء مشددة على الاسم تليها تاء مثل: قوم وقومية ـ عالم وعالمية ـ واقع وواقعية.

### المصدر المرة
ويسمى أحيانا اسم المرة، وهو مصدر يصاغ للدلالة على أن الفعل حدث مرة واحدة. ويصاغ على النحو التالي:
- من الفعل الثلاثي على وزن (فَعلَة) مثل: جلس جلسة ـ وقف وقفة ـ قال قولة ـ هزّ هزة. فإذا كان المصدر العادي يأتي على وزن (فَعلَة) فإن مصدر المرة يكون بالوصف بكلمة (واحدة) مثل: دعا دعوة واحدة ـ رحم رحمة واحدة ـ نشد نشدة واحدة ـ هفا هفوة واحدة ـ صاح صيحة واحدة.
- من غير الثلاثي يصاغ على نفس المصدر العادي بزيادة تاء، مثل: سبّح تسبيحة ـ انطلق انطلاقة ـ استخرج استخراجة. فإن كان المصدر العادي مختوما بالتاء ، فإن مصدر المرة يصاغ بالوصف بكلمة (واحدة)، مثل: استشار استشارة واحدة ـ أقام إقامة واحدة.[10]

### مصدر الهيئة
ويسمى أحيانا اسم الهيئة، وهو مصدر يدل على هيئة حدوث الفعل. وهو لا يصاغ إلا من الفعل الثلاثي، على وزن (فعلة)، مثل : جلس جلسة ـ وقف وقفة ـ مشى مشية. وقد وردت في كتب اللغة بعض مصادر للهيئة من أفعال غير ثلاثية؛ مثل : تعمّم عمّة، واختمرت المرأة خمرة. ومعنى ذلك أنها سماعية لا يقاس عليها.